# 米娅·马蒂尼

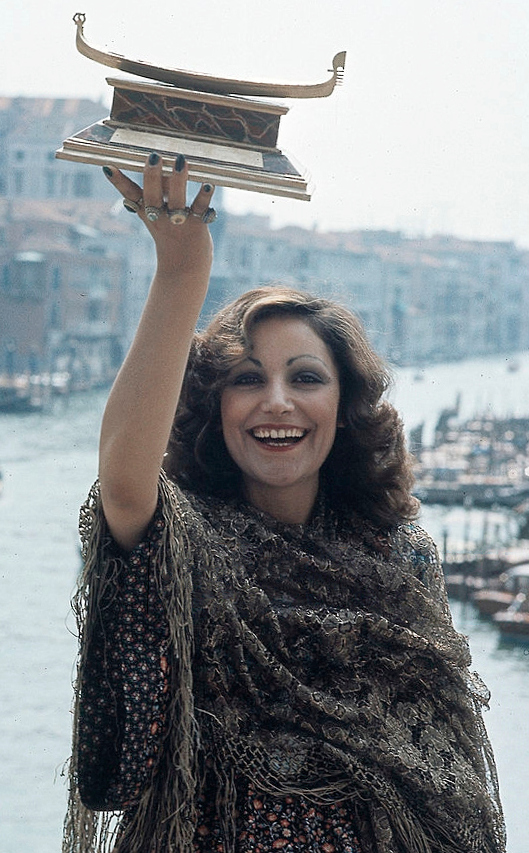
米娅·马蒂尼

米娅·马蒂尼 (1947年9月20日 - 1995年5月12日）是一位意大利歌手、词曲作者和音乐家。她曾與夏尔·阿兹纳沃尔相戀。她曾两次代表意大利参加欧洲歌唱大赛，（1977年歐洲歌唱大賽、1992年歐洲歌唱大賽）。
马蒂尼多年来一直饱受子宮肌瘤的折磨，她不愿意接受手术，担心手术可能会改变她的音色。为此，她服用了处方药。在她去世前几天，米娅·马蒂尼因胃部和左臂疼痛两次前往医院。 
1995年5月14日，由於马蒂尼的经纪人已數日未聯繫上马蒂尼，於是请求警方介入，消防员闯入了她的公寓後發現马蒂尼的尸体躺在床上，身穿睡衣，耳朵上戴着耳机，手臂伸向床邊的电话，地板上放着一本打开的通讯录。 
根据法醫的报告，马蒂尼是因药物过量导致的心臟驟停而死亡。她的体内发现了微量可卡因。 她的遗体最後被火化。